# غرغانه (مقاطعة دهغلان)
غرغانه (بالفارسية: گرگانه) هي قرية تقع في قسم ايلان الجنوبي الريفي (مقاطعة دهغلان) في إيران. يقدر عدد سكانها بـ 217 نسمة بحسب إحصاء 2016.